# Sisco, Haute-Corse
Sisco là một xã ở tỉnh Haute-Corse trên đảo Corse, Pháp. Xã này có diện tích 24,96 kilômét vuông, dân số năm 1999 là 743 người. Khu vực này có độ cao trung bình 500 mét trên mực nước biển.